# Ragionamento basato su casi
Il ragionamento basato su casi, anche conosciuto con l'acronimo CBR, dal termine inglese case-based reasoning, è il processo di risoluzione di nuovi problemi basandosi sulle soluzioni di problemi anteriori. Per esempio un meccanico che ripara un motore ricordandosi di aver riparato un guasto simile in un altro motore che aveva problemi simili sta usando un ragionamento basato su casi. Un avvocato che si appella a precedenti legali per difendere una causa usa un ragionamento basato su casi. Un ingegnere che prende spunto dalle soluzioni che usa la natura per risolvere un problema usa un ragionamento basato su casi. Il ragionamento basato su casi è un modo di ragionare facendo analogie.
Il ragionamento basato su casi non è solo un potente metodo di ragionamento automatico, ma è anche parte del comportamento umano e usato per risolvere problemi della vita quotidiana.

## Processo
Il ragionamento basato su casi è stato formalizzato, per il ragionamento automatico, come un processo suddiviso in quattro fasi:
1. Recupero: Dato un problema, recuperare in memoria dei casi rilevanti (ricordi) per risolverlo. Un caso è composto da un problema, la soluzione e tipicamente alcune annotazioni su come si è arrivati alla soluzione. Ad esempio, supponiamo che Fred voglia preparare una frittella di mirtilli. Essendo un cuoco alle prime armi e non avendo mai preparato una frittella di mirtilli, l'esperienza più rilevante che può avere è quella di aver preparato un altro tipo di frittella. La procedura che ha seguito per preparare quest'altro tipo di frittella, insieme con alcune annotazioni prese durante la preparazione, costituisce un caso rilevante per Fred.
2. Riutilizzo: Mappare la soluzione del caso precedente al problema attuale. Ciò può comportare alcune modifiche al caso precedente per adattarlo al caso attuale. Nell'esempio precedente Fred deve aggiungere, togliere o/e sostituire alcuni ingredienti per fare una frittella di mirtilli.
3. Revisione: Avendo mappato la soluzione precedente al caso attuale, bisogna provare la nuova soluzione (nel mondo reale o con una simulazione) e, se necessario rivedere la nuova soluzione. Nell'esempio supponiamo che Fred decida di aggiungere i mirtilli alla pastella. Dopo aver mescolato scopre che l'impasto diventa blu, un effetto indesiderato. Questo suggerisce la seguente revisione: aggiungere i mirtilli sulla pastella dopo averla fatta cuocere.
4. Conservazione: Dopo che la soluzione è stata adattata al problema attuale, memorizzare l'esperienza come nuovo caso. Fred memorizza la procedura per preparare una frittella di mirtilli, annotando anche l'esperienza dell'impasto blu, arricchendo così la sua serie di ricordi. In futuro potrà preparare senza problemi altre frittelle di mirtilli e gli risulterà più facile anche preparare altri tipi di frittelle che non ha mai preparato.